# István Fiedler

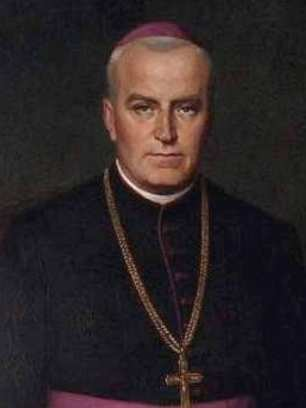
István Fiedler

István Fiedler (* 14. Oktober 1871 in Nagybecskerek, Königreich Ungarn; † 25. Oktober 1957 in Oradea, Rumänien) war römisch-katholischer Bischof von Satu Mare und Oradea Mare.

## Leben
István Fiedler wurde als Sohn des Zimmermanns Anton Fiedler und seiner Ehefrau Susanna geb. Damian geboren. Die Familie stammte väterlicherseits aus Böhmen, die Mutter kam aus einer donauschwäbischen Familie. Er studierte Theologie in Timișoara und wurde am 8. September 1894 zum Priester geweiht. Am 16. Oktober 1930 wurde er mit Zustimmung der Regierung von Rumänien zum Bischof des am 5. Juni 1930 vereinten Bistums Oradea Mare und Satu Mare ernannt. Konsekriert wurde er am  8. Dezember 1930 durch den Apostolischen Nuntius in Rumänien, Erzbischof Angelo Maria Dolci. Mitkonsekratoren waren der Bischof von Timișoara, Augustin Pacha und der Bischof von Alba Iulia, Gusztáv Károly Majlath.
István Fiedler unterstützte eine Bewegung gegen die rumänische Regierung und wurde mit einigen Priestern verhaftet. Er wurde unter der Auflage als Diözesanbischof zurückzutreten, freigelassen, die Priester blieben aber weiter in Haft und wurden erst nach erfolgtem Rücktritt freigelassen. Am 15. Dezember 1939 resignierte er auf das Amt des Bischofs von Oradea Mare und Satu Mare und Papst Pius XII. ernannte ihn zum Titularbischof von Mulia.
Am 25. Oktober 1957 verstarb der emeritierte Bischof von Oradea Mare und Satu Mare und wurde auf dem "Olaszi-Friedhof" in Oradea beigesetzt.